# Per Brahe młodszy
Per Brahe młodszy (ur. 18 lutego 1602 w Rydboholmie k. Sztokholmu, zm. 12 września 1680 w Bogesund k. Sztokholmu) – szwedzki polityk i dyplomata.

## Życiorys
Był wnukiem Pera Brahe starszego, siostrzeńca króla Gustawa I Wazy. W latach 1618–1625 studiował w Gießen, Strasburgu, Padwie i Bolonii. W czasach rządów Gustawa II Adolfa walczył w wojnie trzydziestoletniej w Prusach (1626–1628), w której był ranny; został wówczas pułkownikiem kawalerii. W 1629 wybrano go marszałkiem szlachty i w 1630 dokooptowano do rady państwa. W 1635 objął funkcję głównego komisarza na rokowania pokojowe z Polską w Sztumskiej Wsi. W latach 1637–1641 i ponownie i 1648 –1654 był gubernatorem Finlandii. W 1640 założył uniwersytet w Åbo (obecnie Turku) i w 1646 został jego rektorem (funkcję tę pełnił do końca życia). Pełniąc urząd gubernatora Finlandii, zreformował administrację, propagował handel, komunikację i rolnictwo oraz sponsorował budowę wielu nowych miast. Poza tym był członkiem szwedzkiej rady regencyjnej podczas małoletniości Krystyny (1632 –1644) i Karola XI (1660 –1672). Był jednym z najbardziej cenionych przez XVII-wiecznych władców Szwecji polityków i oficerów. Był żonaty dwukrotnie: od 1628 z Kristiną Stenbock, a po jej śmierci w 1650 z Beatą De la Gardie. Jego brat Nils również brał udział w wojnie trzydziestoletniej; zginął w walce w 1632 w Saksonii.
Na jego cześć nazwano planetoidę (1680) Per Brahe.